# Dodson (Luisiana)
Dodson é uma vila localizada no estado americano de Luisiana, na Paróquia de Winn.

## Demografia
Segundo o censo americano de 2000, a sua população era de 357 habitantes.
Em 2006, foi estimada uma população de 338, um decréscimo de 19 (-5.3%).

## Geografia
De acordo com o United States Census Bureau tem uma área de
5,8 km², dos quais 5,8 km² cobertos por terra e 0,0 km² cobertos por água. Dodson localiza-se a aproximadamente 46 m acima do nível do mar.

## Localidades na vizinhança
O diagrama seguinte representa as localidades num raio de 24 km ao redor de Dodson.